# Democrazia liquida
La democrazia liquida è un modo di esercizio della democrazia nella quale i cittadini possono decidere in che forma esercitare il proprio potere politico, scegliendo, nella massima libertà, se esercitarlo in prima persona, o se delegarlo a un suo rappresentante di fiducia (il delegato). La democrazia liquida integra sia i concetti di democrazia diretta, sia quelli di democrazia rappresentativa.
La chiave per interpretare questa tipologia di democrazia sta nella massima libertà di scelta dell'esercizio del diritto politico: il cittadino sceglie come, quando, e su cosa farsi rappresentare.

## Gradi di libertà nell'esercizio del diritto politico
Di seguito sono elencati alcuni possibili gradi di libertà dell'esercizio del diritto politico, tipico della democrazia liquida nella sua concezione più estrema.

### Astensione
Il cittadino ha il diritto di non esercitare il suo potere politico, non partecipando alle iniziative, non votando e non delegando il proprio voto. È importante notare che il potere politico in questo modo viene disperso: non può essere incamerato/assimilato/ridistribuito al parco dei cittadini attivi o ai delegati.
Questa caratteristica però potrebbe influire sulla rappresentatività delle iniziative, che possono infrangersi sui quorum definiti per l'ammissibilità delle stesse. In questo caso, l'astensione non è un atto politico neutro.

### Esercizio diretto o tramite delegato
Il cittadino decide se esercitare in prima persona il suo potere politico (proponendo iniziative, leggi e votando), oppure indicare il suo voto ad un rappresentante di fiducia (portavoce). In pratica il cittadino, dalla democrazia rappresentativa, dove delega ad altri il suo diritto di scelta e di proposta, evolve in quella diretta, dove, attraverso i portavoce eletti, gestisce le sue scelte e le sue proposte senza più "intermediari". Vale pertanto il principio per cui il diritto del cittadino è prioritario rispetto a quello del portavoce: il cittadino, volendo, può scavalcare un suo portavoce, partecipando direttamente alla vita politica.

### Democrazia diretta
Una premessa della democrazia liquida è l'applicabilità della democrazia diretta per tutti gli aventi diritto. In un caso limite, i cittadini di una democrazia liquida potrebbero decidere tutti di applicare i propri diritti politici direttamente, senza l'intermediazione di altri.
Il cittadino può scegliere di avere un ruolo passivo, ovvero solo di votare le iniziative altrui, oppure un ruolo attivo, cioè di essere proponente e promotore di proprie iniziative. Tuttavia è da rilevare che in tutti i sistemi di democrazia rappresentativa sono previste forme di democrazia diretta e perfino di sostituzione del rappresentante, ad esempio in Italia esiste l'"azione popolare" diretta contro la P.A., o in materia di ineleggibilità e di operazioni elettorali, e può essere svolta anche da una singola persona .

### Scelta del delegato
Il cittadino può scegliere chiunque come suo delegato, basta che sia qualcuno che abbia diritti politici e possa esprimere un voto. I delegati non possono essere imposti da nessuno, né possono essere imposte liste chiuse di persone delegabili.
Nei sistemi più comuni, il delegato deve proporsi come terminale di deleghe, oppure può volontariamente rifiutarle. Nei sistemi più estremi, può essere delegato anche chi non desidererebbe esserlo. In molti sistemi esistono limiti all'eleggibilità determinati da incompatibilità e conflitti di interesse.

### Delega e sua revoca
Il cittadino può scegliere in qualunque momento il suo delegato, ovvero non vi è un momento prestabilito per effettuare deleghe (le classiche elezioni).
Per converso, il potere di rappresentanza del delegato permane finché e solo questa sia la volontà del cittadino delegante. Questo vuol dire che la delega non ha una sua scadenza simultanea per tutti i rappresentanti, ma diversa per i delegati di ogni cittadino, vuol dire anche che il cittadino può ritirare la delega in qualsiasi momento.
Questa particolare proprietà della democrazia liquida, muta profondamente il significato di rappresentante, rispetto alle classiche democrazie rappresentative. Oltre all'ovvia constatazione che scompaia la figura del rappresentante parlamentare (come quella del parlamento come luogo fisico), si verifica anche un ridimensionamento del "peso politico" del delegato, perché legato a delle deleghe che possono essere revocate in ogni momento. La conseguenza è la progressiva estinzione del "politico di professione" e lo sviluppo di opinion leader, promotori di iniziative (spesso di natura molto ristretta) su cui convergono le deleghe di chi ne approva l'azione.

### Ambito di delega
Il cittadino può scegliere di delegare il proprio voto per tutti gli ambiti o solo su alcuni, ovvero può scegliere se delegare il suo voto su tutti gli argomenti, solo in alcuni campi, o solo su uno specifico argomento (un'iniziativa o una legge).
Questa caratteristica dà anche la possibilità di differenziare il delegato a seconda degli ambiti: il cittadino può ritenere di essere meglio rappresentato da una persona per un certo ambito (es. per gli aspetti economici da Tizio), mentre potrebbe essere rappresentato per altri aspetti da altre persone (es. per gli aspetti ambientali-ecologici da Caio).

## Democrazia delegativa

Illustrazione del voto delegato. Gli elettori a sinistra della linea blu votano per delega. Gli elettori a destra della linea blu votano direttamente. I numeri indicano la quantità di elettori rappresentati da ciascun delegato, con il delegato incluso nel conteggio.

Uno dei cardini della democrazia liquida è quello di applicare i principi della democrazia delegata. Questa trasferisce il potere politico dal cittadino ai delegati, mantenendone la consistenza.
Si è già sottolineato che il delegato della democrazia liquida ha caratteristiche molto diverse da quelle del rappresentante delle classiche democrazie rappresentative (es. deputato o senatore).
Nel voto delegato la delega è transitiva e il trasferimento è ricorsivo. In parole povere, il voto può essere ulteriormente delegato al delegato del delegato, e così via. La persona al termine di una catena di deleghe, rappresenta, oltre che se stesso, la somma di tutti i deleganti; in altre parole il suo voto vale n-voti, quanti sono i deleganti.
Un prototipo di democrazia delegata è stato riassunto da Bryan Ford nel suo articolo, "La democrazia delegata", enunciando i seguenti principi:
1. Scelta di ruolo: Ogni membro può scegliere di prendere un ruolo passivo come un individuo o di un ruolo attivo in qualità di delegato, differenziando questo da forme rappresentative, in cui sono ammessi solo i rappresentanti indicati. I delegati hanno ulteriori scelte da come essi sono attivi e in quale area.
2. Barriera di partecipazione bassa: La difficoltà e il costo di diventare un delegato è piccolo, e, in particolare, non necessita di una campagna o di vincere un'elezione competitiva.
3. Autorità delegata: i delegati esercitano il potere nei processi organizzativi per conto di sé stessi e di coloro che li selezionano come loro delegati. Diversi delegati, quindi, possono esercitare vari livelli di potere decisionale.
4. Privacy delle persone: per evitare pressioni sociali o coercizione, tutti i voti fatti da individui sono privati, sia da altri individui e da delegati.
5. Responsabilità dei delegati: Al fine di garantire la responsabilità dei delegati ai loro elettori e alla comunità in generale, tutti i voti da parte dei delegati sono pubblici.
6. Specializzazione da ri-delegazione: I delegati possono non solo agire direttamente per conto degli individui in quanto generalisti, ma attraverso la ri-delega possono anche agire per conto di ogni altro come specialisti.

Variazioni su questo modello generale certamente esistono, e questo schema è solo menzionato qui per orientarsi all'interno di un modello generale.

## Esempi di democrazia liquida
In ambiti ristretti, il concetto di democrazia liquida (anche se non noto con questo termine) ha trovato applicazione già da tempo. Un semplice esempio di parziale applicazione della possibilità di delegare il voto alla base della democrazia liquida è quello che vige nell'applicazione dei diritti condominiali:
un condomino può partecipare direttamente alle assemblee, promuovendo iniziative ed esercitando il proprio voto; ma volendo può delegare ad un terzo l'esercizio dei suoi diritti, permettendo a quest'ultimo di votare a suo nome.
Come evidenziato, la democrazia liquida premette la possibilità di applicare la democrazia diretta. È evidente che la democrazia diretta è facilmente realizzabile in ambiti ristretti, con gruppi di aventi diritto di qualche centinaio di persone (es. circoli).
Quando però gli aventi diritto si fanno più numerosi, emergono subito seri problemi pratici: per riunirsi, proporre iniziative, fare dibattito ed eseguire votazioni. Anche per questi problemi pratici, storicamente le democrazie statali (con milioni di aventi diritto) si sono evolute nella forma della democrazia rappresentativa.
Ciononostante, con lo sviluppo delle tecnologie informatiche e di internet, sì è palesata la seria possibilità tecnica di gestire un sistema democratico diretto, con milioni di aventi diritto.
Un esempio di applicazione di questo sistema è quello messo in opera dal Partito Pirata Tedesco e dal Partito Pirata Italiano o da alcuni capitoli di Volt Europa. Grazie alla partecipazione democratica di tutti gli iscritti, questi sistemi sono destinati a definire le iniziative che i loro rappresentanti portano negli organismi istituzionali dei rispettivi paesi. Per la gestione pratica della democrazia liquida interna, utilizzano una piattaforma internet realizzata attraverso il software open source LiquidFeedback, che implementa un sistema di voto delegato.